# 사량초등학교 읍덕분교
사량초등학교 읍덕분교는 경상남도 통영시 사량면 읍덕리 366-1에 있었던 분교이다.

## 연혁
- 1967년 12월 1일 양지국민학교 읍덕분교장 설립인가
- 1972년 3월 1일 읍덕국민학교 개교
- 1985년 3월 2일 병설유치원 개원
- 1996년 3월 1일 읍덕초등학교 교명 변경
- 1998년 3월 1일 사량초등학교 읍덕분교장
- 2012년 3월 1일 폐교